# Kuklík (powiat Zdziar nad Sazawą)
Kuklík – miejscowość i gmina (obec) w Czechach, w kraju Wysoczyna, w powiecie Zdziar nad Sazawą. W 2022 roku liczyła 194 mieszkańców.